# Danguolė Mikulėnienė
Danguolė Mikulėnienė (* 11. September 1952 in Kaunas, Litauische SSR) ist eine litauische Sprachwissenschaftlerin, Lituanistin, Dialektologin und Professorin.

## Leben
1975 absolvierte Mikulėnienė das Diplomstudium der litauischen Sprache und Literatur an der Philologiefakultät der Universität Vilnius und promovierte 1981. Von 1975 bis 1990 lehrte sie am Pädagogischen Institut in Šiauliai, ab 2007 als Professorin an der Vytautas-Magnus-Universität in Kaunas. Seit 1990 ist sie Leiterin der Abteilung für Sprachgeschichte und Dialektologie am Institut der litauischen Sprache.

## Bibliografie
- Cirkumfleksinė metatonija lietuvių kalbos vardažodininose daiktavardžiuose ir jos kilmė, 2005 m.
- Kalbėkime taisyklingai: Svarbesnių klaidų taisymai, 1988 m. 2 leid. 1990 m.
- Kaip nereikia kalbėti, 1991 m.
- Lietuvių kalba: Leksikologija, fonetika, akcentologija, dialektologija, rašyba, vadovėlis pradinio mokymo specialybės studentams, viena autorių, 1995 m.
- Lietuviu kalbos tarmių ir jų sąveikos tyrimo programos dalis Morfologija, 1995 m., sudarė su K. Morkūnu
- Kirčiavimas, 1996 m., sudarė su B. Stundžia
- Dieveniškių šnektos tekstai, parengė, su kitais, 1997 m.
- Dieveniškių šnektos žodynas, parengė, su kitais, t. 1 2005 m.
- Zietelos šnektos tekstai, parengė, su kitais, d. 1 2005 m.
- Lietuvių kalbos kirčiavimas: Mokinio knyga, 1997 m.
- Lietuvių kalbos vadovėlis IX, 1999 m., X 2006 m. klasėms, su kitais
- Ar moki lietuvių kalbą, su kitais, 2006 m.
- Žaidžiu žodžiu, su kitais, 2 d. 2007 m.
- Lietuvos Respublikos valstybinė kalba: Teisės aktų rinkinys, 1997 m., su J. Palionyte
- Lietuvių kalbos kirčiavimas studijų kursas, parengė, 1981 m.
- Metatonie // Metatonija, 1982 m.

## Quelle
1. ↑   Algirdas Sabaliauskas. Danguolė Mikulėnienė. Visuotinė lietuvių enciklopedija, T. XV (Mezas-Nagurskiai). V.: Mokslo ir enciklopedijų leidybos institutas, 2009, 120 psl.

| Personendaten    | Personendaten                                                     |
| ---------------- | ----------------------------------------------------------------- |
| NAME             | Mikulėnienė, Danguolė                                             |
| KURZBESCHREIBUNG | litauische Sprachwissenschaftlerin, Lituanistin und Dialektologin |
| GEBURTSDATUM     | 11. September 1952                                                |
| GEBURTSORT       | Kaunas, Litauische SSR                                            |